# Des Knaben Wunderhorn

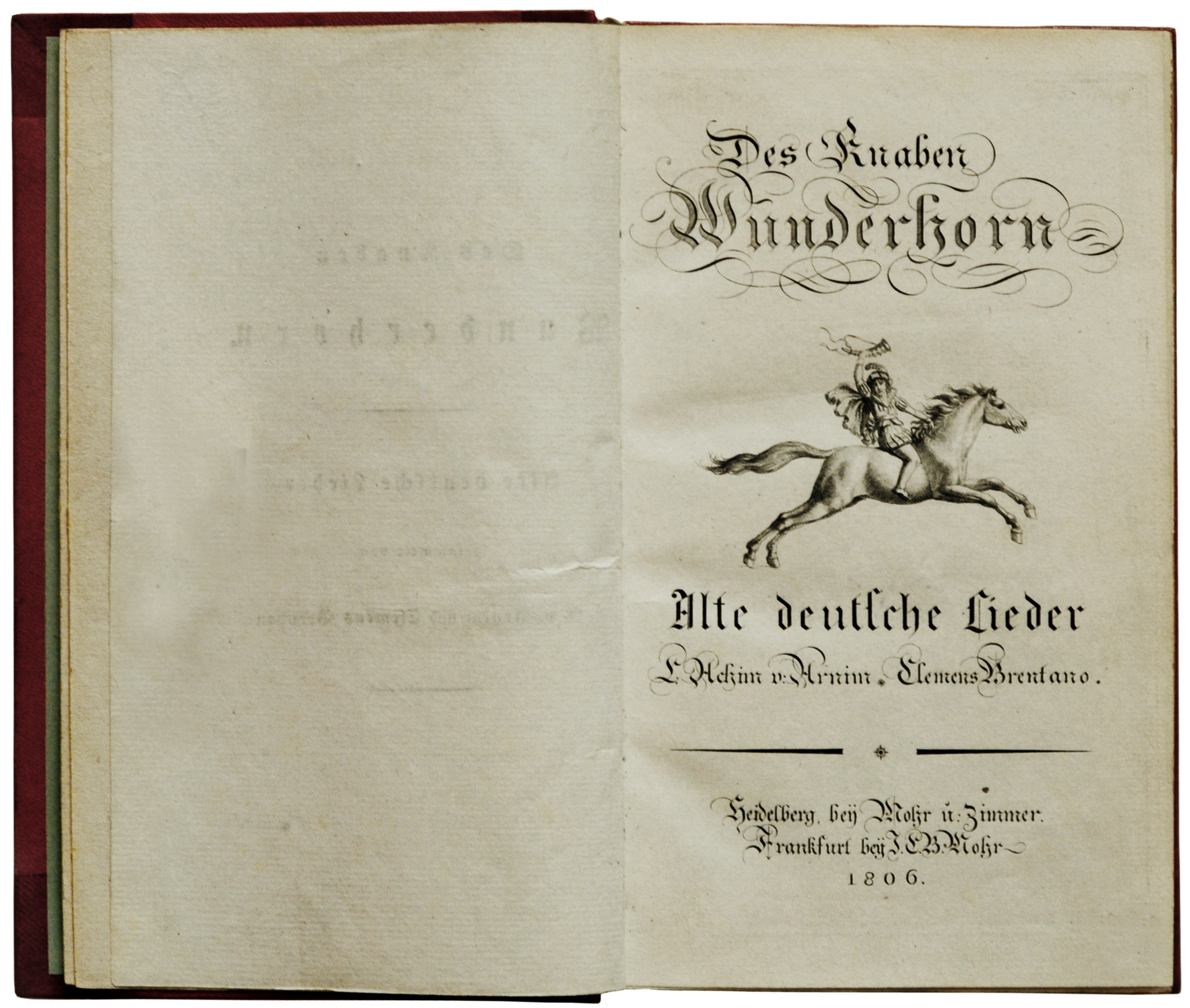
Titelblad van het eerste deel (1805)

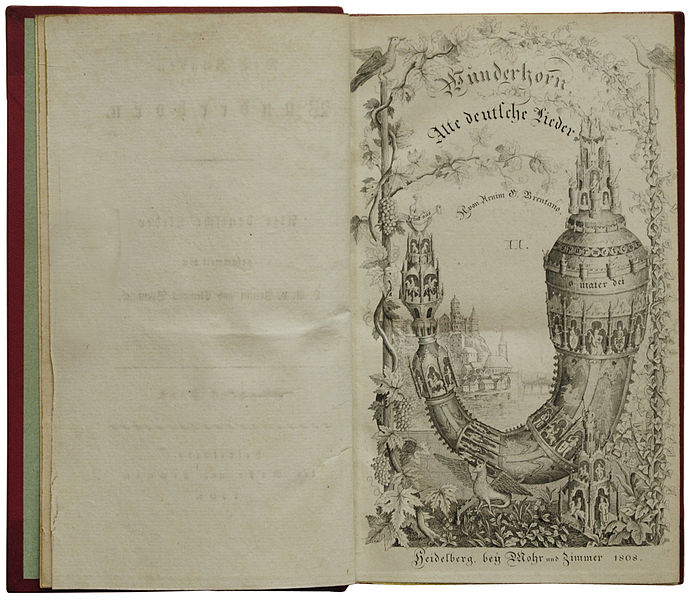
Titelblad van het tweede deel (1808)

Des Knaben Wunderhorn. Alte deutsche Lieder (De wonderhoorn van de knaap. Oude Duitse liederen) is een verzameling van honderden Duitse volksliedteksten, samengesteld door de romantische dichters Achim von Arnim en Clemens Brentano. Ze werd in drie delen uitgegeven van 1805 tot 1808 in Heidelberg.

## Geschiedenis
Het verzamelen van volksliedteksten kaderde in de negentiende-eeuwse opleving van Duits nationalisme en de groeiende interesse in folklore. Er bestond al een collectie van Johann Gottfried von Herder. In dezelfde periode verzamelden de gebroeders Grimm, die Brentano en Von Arnim kenden, hun sprookjes. 
In de herfst van 1805 verscheen het eerste deel van Des Knaben Wunderhorn, al vermeldt de titelpagina het jaartal 1806. In 1808 volgden het tweede en het derde deel.
De liedteksten zijn ontstaan van de Middeleeuwen tot de achttiende eeuw. Ze zijn echter niet volledig authentiek, want Von Arnim en Brentano hebben zaken veranderd en toegevoegd en sommige zogenaamd middeleeuwse liedteksten zijn eigenlijk in de zeventiende eeuw geschreven door dichters als Hans Jakob Christoffel von Grimmelshausen en Simon Dach.
De liederen waren zeer geliefd, zowel bij intellectuelen als bij het gewone volk. Ze hadden een grote invloed op de Duitse poëzie van de negentiende eeuw. Goethe schreef erover: "Dit boekje moet te vinden zijn in elk huis waar frisse mensen wonen, aan het venster, onder de spiegel of waar zang- en kookboeken ook plegen te liggen."

## Inhoud
De liedteksten hebben een verhalende, sprookjesachtige en soms religieuze inhoud. Er staan liefdes-, soldaten- en reisliedjes tussen. Enkele titels:
- Das Wunderhorn
- Des Sultans Töchterlein und der Meister der Blumen
- Tell und sein Kind
- Der Tod und das Mädchen im Blumengarten
- Der Rattenfänger von Hameln
- Der Tannhaüser
- Marienwürmchen
- Ein feste Burg ist unser Gott

Het derde deel bevat vooral kinder- en wiegeliedjes.

## Klassieke muziek
Des Knaben Wunderhorn vormde een inspiratiebron voor verschillende  componisten. Carl Maria von Weber, Felix Mendelssohn, Robert Schumann, Carl Loewe, Johannes Brahms, Alexander von Zemlinsky en Arnold Schönberg zetten er teksten van op muziek. 
Gustav Mahler verwerkte ze in verschillende composities. Het eerste lied uit Lieder eines fahrenden Gesellen is gebaseerd op Wenn mein Schatz Hochzeit macht. Zijn Lieder aus "Des Knaben Wunderhorn" bestaat uit vijftien orkestliederen en negen liederen met pianobegeleiding. Hieruit verwerkte hij materiaal voor zijn tweede, derde en vierde symfonie.